# Zale niveplaga
Zale niveplaga är en fjärilsart som beskrevs av Walker 1860. Zale niveplaga ingår i släktet Zale och familjen nattflyn. Inga underarter finns listade i Catalogue of Life.